# キネティックコネクション
『キネティックコネクション』 (Kinetic Connection) は、1986年10月21日に日本のソニーから発売されたMSX2用パズルゲーム。
16個から最大48個あるピースの四角いパズルを完成させるジグソーパズル。ただし、普通のジグソーと異なる点はピースがアニメーションで動いていることである。これによりピース数は少ないながらも難易度が飛躍的に高まり、コンピュータゲームならではのパズルに仕上がっている。
同年11月28日にファミリーコンピュータ ディスクシステム用ソフトとしてアイレムから『きね子』のタイトルで発売され、1991年にはゲームギア用ソフトとしてセガから発売されている。また、北米では1986年にコモドール64用ソフトとしても発売された。
オリジナル版の開発は種子田定登が行い、ディスクシステム版の音楽は同社の『スーパーロードランナー』（1987年）を手掛けた柿沼朱里が担当している。
ディスクシステム版はゲーム誌『ファミコン通信』の「クロスレビュー」にてゴールド殿堂を獲得した。

## ゲーム内容

### システム
16個から最大48個まであるパズルのピースを合わせて絵を完成させることを目的としている。ぱずるのピースはそれぞれがアニメーションで動いているため、単純な絵合わせではない事が特徴となっている。また、ピースの向きは一定ではなく、ピースを回転させなければ正しい配置にならない場合もある。

### 収録パズル
ディスクシステム版の収録パズルは以下の通りとなっている。
| No. | ステージ名             |
| --- | ---------------------- |
| 1   | シーブリーズ           |
| 2   | トミー・ザ・パイロット |
| 3   | ポンポコ タヌキ        |
| 4   | アクアリウム           |
| 5   | SF インベーダー        |
| 6   | タップ・タップ・タップ |
| 7   | メイジアン             |
| 8   | サイエンス ラボ        |
| 9   | ケイオス               |
| 10  | リコレクション         |

## 移植版
| No. | タイトル           | 発売日         | 対応機種         | 開発元                   | 発売元                   | メディア           | 型式    | 備考               |
| --- | ------------------ | -------------- | ---------------- | ------------------------ | ------------------------ | ------------------ | ------- | ------------------ |
| 1   | きね子             | 1986年11月28日 | ディスクシステム | アイレム                 | アイレム                 | ディスクカード両面 | IFD-KIN |                    |
| 2   | Kinetic Connection | 1986年         | コモドール64     | エレクトロニック・アーツ | エレクトロニック・アーツ | フロッピーディスク | -       | アーケード版の移植 |
| 3   | Kinetic Connection | 1991年3月29日  | ゲームギア       | セガ                     | セガ                     | ロムカセット       | G-3401  |                    |

ディスクシステム版
- ディスクシステム版『きね子』は販売専用で、ディスクライターによる書き換えサービスには供されなかった。ただし、1987年3月1日よりパズルを差し替えた続編『きね子II』が書き換え専用でリリースされている。

ゲームギア版
- 画面解像度の都合のため、ピース数は16ピース固定。その代わり、ピースの入れ替え方に「任意の2ピース交換」「15パズル方式」「ルービックキューブ方式（1つの行・列のピースが揃ってスライドする）」の3方式が用意されていた。

## 開発
商品名の由来
アイレムが『キネティックコネクション』のファミリーコンピュータディスク・バージョンに移植している作業中に、開発スタッフ間で「キネコ!」と略して語っていた。いざ商品化の段になって商品名を考案する会議の際にチーフディレクターが、「いつも言っているキネコをそのまま使えばいい」と発言し決定。その時に消費者に不思議なソフトと思ってもらう狙いで、人の名前のように『きね子』とした。しかし、リリース前の評判は悪く、ゲーム誌『ファミコン通信』（後の『ファミ通』）などでは「大阪のおばちゃんがなんかやるゲームやろ?」と囁かれた。

## スタッフ
ディスクシステム版
- ゲーム・デザイン：種子田定登、柿沼朱里、やまのじゅん
- メイン・プログラム：種子田定登
- アニメーション・プログラム：さいとうひろ、ふなもとめぐ
- キャラクター・デザイン：TOZONON、SALLY MATSUMOTO、CATHY TANI
- 音楽、効果音：柿沼朱里、MILTON JOE、ふたみひろし
- テクニカル・アドバイス：MAHAVISHNU
- プログラム・システム・サポート：KELLY KAWAMOTO
- プロダクション・マネージメント：ふたみひろし
- プロダクション・コーディネーター：スコット津村
- プロデューサー：たかしまゆき
- ディレクター：タムテックス

## 評価
ディスクシステム版
- ゲーム誌『ファミコン通信』の「クロスレビュー」では、8・9・9・7の合計33点（満40点）でゴールド殿堂を獲得[1]、レビュアーからは「新しいタイプのパズルゲーム」や「今までのファミコンにはまったくなかったタイプのゲーム」など革新性を高く評価する声が挙げられ、「やり始めると、夢中になる」といった意見や、「タイムを競うって要素もあるから、こりゃ遊べますよ」など肯定的な意見が多数見られた[5]。一方で、「ちょっと取っつきにくい」、「むずかしくて発狂しそう」などの難易度の高さを示す意見や、全10面というボリュームの少なさに関しては一部で不満の声が挙げられた[5]。

- ゲーム誌『ファミリーコンピュータMagazine』の読者投票による「ゲーム通信簿」での評価は以下の通りとなっており、15.01点（満25点）となっている[2]。また同雑誌1991年5月24日号特別付録の「ファミコンディスクカード オールカタログ」では、本作を「単純かつ難解パズルゲーム」と位置付けており、ピース部分がアニメーションによって動いている事で、ピースが少なくても長時間楽しめるとして肯定的に評価した[2]。また、本作に関して「じっくり腰すえて楽しむ、大人のゲームといったところかな?」と総括した[2]。

| 項目 | キャラクタ | 音楽 | お買得度 | 操作性 | 熱中度 | オリジナリティ | 総合  |
| 得点 | 3.56       | 3.33 | -        | 2.56   | 2.86   | 2.70           | 15.01 |

- ゲーム誌『ユーゲー』においてライターの罰帝は、アニメーションするピースを組み合わせる事に関して「画期的なパズルなのである」と肯定的に評価し、ファミリーコンピュータ初期においては奇抜なアイデアの作品は多数あったが、本作の奇抜さは群を抜いていたと主張した[3]。また、本作のルールに関しては「理解が難しい」、「バラバラにされた動画を組み立てるのは難解で、ピース数が少なくても苦戦させられる面が多い」など難易度の高さを示唆しているが、音楽面に関してはそれぞれの面に合わせた様々なBGMが用意されている事に関して、「プレイヤーを包み込む斬新な演出は特筆すべきポイントである」と称賛した[3]。さらに、パズルゲームとして新しい方向性を示した事や、難解であるが斬新であった事などから「『隠れた名作』と呼んでしまうには惜しい、意欲的な作品だ」と総括した[3]。その他同誌別号においても、「群を抜いた奇抜さでディスク史に名を残す作品」、「環境BGM的な音も手伝って、印象深さを際立たせている」と絶賛している[4]。

## きね子II
『きね子II』（きねこツー）は、1987年3月1日に日本のアイレムから発売されたパズルゲーム。
前作に続き、アニメーションするパズルのピースを合わせていくジグソーパズルとなっている。本作ではパズルの絵柄がすべて書き換えられている。本作はパッケージ版の販売は行われず、ディスクライターでの書き換え専用ソフトとなっている。
開発はアイレムが行い、ゲーム・デザインは前作を手掛けた種子田定登、柿沼朱里および同社のファミリーコンピュータ用ソフト『魔鐘』（1986年）を手掛けたやまのじゅんが担当、音楽は柿沼と同社のファミリーコンピュータ用ソフト『不如帰』（1988年）を手掛けた御守郁子が担当、キャラクター・デザインは後にカプコンから発売されたドリームキャスト用ソフト『バウンティハンターサラ ホーリーマウンテンの帝王』（2001年）やXFLAGから配信されたiOSおよびAndroid用ソフト『モンスターストライク』（2013年）を手掛けた岡野修身が担当している。
本作の発売日は当初は2月15日とされていたが、3月1日に延期されている。一部の雑誌等では5月1日と記載されているものもあるがこれは誤りである。

### ゲーム内容
収録パズル
| No. | ステージ名               |
| --- | ------------------------ |
| 1   | レ－ダー                 |
| 2   | ミルク・クラウン         |
| 3   | アスタロス               |
| 4   | ハタオリ                 |
| 5   | スペース・アンリミテッド |
| 6   | トマト                   |
| 7   | ビリカード               |
| 8   | ポリゴン                 |
| 9   | ヨーチエン               |
| 10  | レーザー・ファイター     |

### スタッフ
- ゲーム・デザイン：種子田定登、柿沼朱里、やまのじゅん
- メイン・プログラム：種子田定登
- アニメーション・プログラム：さいとうひろ、ふなもとめぐ、EVE、YOX EW
- キャラクター・デザイン：SAM OKANO（岡野修身）、NA、EVE
- 音楽、効果音：柿沼朱里、IKKO MIMORI（御守郁子）、LN PROJECT
- スペシャル・サンクス：MAHAVISHNU
- プログラム・システム・サポート：KELLY KAWAMOTO
- プロダクション・マネージメント：ふたみひろし
- プロダクション・コーディネーター：スコット津村
- プロデューサー：たかしまゆき
- ディレクター：タムテックス